# Saint-Louet-sur-Seulles
Saint-Louet-sur-Seulles település Franciaországban, Calvados megyében. Lakosainak száma 135 fő (2022. január 1.). Saint-Louet-sur-Seulles Amayé-sur-Seulles, Tracy-Bocage, Villy-Bocage és Aurseulles községekkel határos.

## Népesség
A település népessége az elmúlt években az alábbi módon változott:
| Lakosok száma | 158  | 128  | 144  | 172  | 166  | 153  | 148  | 145  | 141  | 135  |
|               | 1968 | 1982 | 1990 | 2006 | 2013 | 2015 | 2017 | 2019 | 2020 | 2022 |